# NGC 5288
NGC 5288 (другие обозначения — OCL 910, ESO 97-SC7) — рассеянное скопление в созвездии Циркуль.
Этот объект входит в число перечисленных в оригинальной редакции «Нового общего каталога».